# Dag Hammarskjöld
Dag Hjalmar Agne Carl Hammarskjöld, [dɑ:g ˈham:arɧœld]ⓘ (ur. 29 lipca 1905 w Jönköping, zm. 18 września 1961 w Ndoli) – szwedzki polityk, dyplomata, ekonomista i prawnik, od 10 kwietnia 1953 do 18 września 1961 sekretarz generalny Organizacji Narodów Zjednoczonych, przyczynił się do rozwiązania kryzysu sueskiego 1956.

## Życiorys
W czerwcu 1956 roku był gościem Międzynarodowych Targów Poznańskich, w czasie trwania których doszło do strajków robotniczych i krwawych starć ulicznych. Jako sekretarz ONZ zaprotestował przeciwko użyciu siły przez władze państwowe, które jednak nie wzięły pod uwagę jego protestu.
Zginął w katastrofie lotniczej w dżungli pod Ndola w Rodezji Północnej razem z 15 pasażerami. Oficjalną przyczyną katastrofy miał być błąd pilota. Istnieje jednak wiele hipotez przeczących oficjalnej wersji – najbardziej rozpowszechniona z nich, mówi, że samolot został zestrzelony przez rebeliantów Katangi, jako że celem misji, z jaką leciała delegacja Hammarskjölda było rozstrzygnięcie wojny domowej w Kongu, a tym samym ponowne zjednoczenie kraju. W latach 90. XX wieku do spowodowania katastrofy przyznał się południowoafrykański tzw. Instytut Morski, stanowiący ukrytą agendę tajnych służb Południowej Afryki – samolot z Hammarskjöldem został ostrzelany i strącony przez samolot myśliwski.
Po śmierci Daga Hammarskjölda znaleziono w jego nowojorskim mieszkaniu rękopis Vägmärken (Drogowskazy). Wydano go w 1963 (wydanie polskie w tłumaczeniu ks. Jana Ziei w 1967).

## Odznaczenia i wyróżnienia
Ordery:
- Krzyż Wielki Orderu Gwiazdy Polarnej (Szwecja)
- Krzyż Wielki Orderu Zasługi (Chile)
- Krzyż Wielki Orderu Danebroga (Dania)
- Krzyż Wielki Orderu Oranje-Nassau (Holandia)
- Krzyż Wielki Orderu Świętego Olafa (Norwegia)
- Medal Wolności Króla Chrystiana X (Dania)[4]

W 1961 został pośmiertnie uhonorowany Pokojową Nagrodą Nobla.